# Big Ten Conference 2016 (pallavolo)
La Big Ten Conference 2016 si è svolta dal 21 settembre al 26 novembre 2016: al torneo hanno partecipato 14 squadre universitarie statunitensi e la vittoria finale è andata per la seconda volta alla Nebraska.

## Regolamento
È prevista una stagione regolare che vede le quattordici formazioni impegnate disputare un totale di venti incontri ciascuna; parallelamente vengono disputati anche degli incontri extra-conference contro formazioni appartenenti ad altre conference o non affiliate ad alcuna di esse, dando vita a due classifiche separate, una relativa alla Big Ten Conference ed una totale.
- La squadra vincitrice della Big Ten Conference si qualifica automaticamente al torneo NCAA, occupando uno dei 32 posti che spettano di diritto alle squadre vincitrici delle rispettive conference;
- Le altre squadre concorrono alla qualificazione al torneo NCAA attraverso la classifica totale, che assegna i restanti 32 posti alle migliori squadre, sulla base del rapporto tra vittorie e sconfitte, che non abbiano ottenuto la qualificazione automatica.

## Squadre partecipanti
| Club           | Nickname        | Stagione | Città          | Impianto                  | Stagione precedente                                          |
| -------------- | --------------- | -------- | -------------- | ------------------------- | ------------------------------------------------------------ |
| Illinois       | Fighing Illini  | Dettagli | Urbana         | Huff Hall                 | 7ª in Big Ten Conference; Sweet Sixteen in NCAA Division I   |
| Indiana        | Hoosiers        | Dettagli | Bloomington    | The University Gymnasium  | 10ª in Big Ten Conference                                    |
| Iowa           | Hawkeyes        | Dettagli | Iowa City      | Carver-Hawkeye Arena      | 13ª in Big Ten Conference                                    |
| Maryland       | Terrapins       | Dettagli | College Park   | Xfinity Center            | 12ª in Big Ten Conference                                    |
| Michigan       | Wolverines      | Dettagli | Ann Arbor      | Cliff Keen Arena          | 9ª in Big Ten Conference; Secondo turno in NCAA Division I   |
| Michigan State | Spartans        | Dettagli | East Lansing   | Jenison Field House       | 7ª in Big Ten Conference; Secondo turno in NCAA Division I   |
| Minnesota      | Golden Gophers  | Dettagli | Minneapolis    | Sports Pavilion           | Vincitrice Big Ten Conference; Semifinali in NCAA Division I |
| Nebraska       | Cornhuskers     | Dettagli | Lincoln        | Bob Devaney Sports Center | 2ª in Big Ten Conference; Vincitrice NCAA Division I         |
| Northwestern   | Wildcats        | Dettagli | Evanston       | Welsh-Ryan Arena          | 10ª in Big Ten Conference                                    |
| Ohio State     | Buckeyes        | Dettagli | Columbus       | St. John Arena            | 6ª in Big Ten Conference; Sweet Sixteen in NCAA Division I   |
| Penn State     | Nittany Lions   | Dettagli | State College  | Rec Hall                  | 4ª in Big Ten Conference; Sweet Sixteen in NCAA Division I   |
| Purdue         | Boilermakers    | Dettagli | West Lafayette | Holloway Gymnasium        | 5ª in Big Ten Conference; Secondo turno in NCAA Division I   |
| Rutgers        | Scarlet Knights | Dettagli | New Brunswick  | College Avenue Gymnasium  | 14ª in Big Ten Conference                                    |
| Wisconsin      | Badgers         | Dettagli | Madison        | Wisconsin Field House     | 3ª in Big Ten Conference; Sweet Sixteen in NCAA Division I   |

## Campionato

### Regular season

#### Classifica
| Pos. | Squadra        | Conference | Conference | Conference | Conference | Overall | Overall | Overall | Overall |
| Pos. | Squadra        | Pt         | G          | V          | P          | Pt      | G       | V       | P       |
| ---- | -------------- | ---------- | ---------- | ---------- | ---------- | ------- | ------- | ------- | ------- |
| 1.   | Nebraska       | .900       | 20         | 18         | 2          | .912    | 34      | 31      | 3       |
| 2.   | Minnesota      | .850       | 20         | 17         | 3          | .879    | 33      | 29      | 4       |
| 2.   | Wisconsin      | .850       | 20         | 17         | 3          | .848    | 33      | 28      | 5       |
| 4.   | Penn State     | .700       | 20         | 14         | 6          | .706    | 34      | 24      | 10      |
| 5.   | Michigan State | .650       | 20         | 13         | 7          | .735    | 34      | 25      | 10      |
| 6.   | Michigan       | .550       | 20         | 11         | 9          | .686    | 35      | 24      | 11      |
| 7.   | Ohio State     | .500       | 20         | 10         | 10         | .629    | 35      | 22      | 13      |
| 7.   | Illinois       | .500       | 20         | 10         | 10         | .548    | 31      | 17      | 14      |
| 9.   | Iowa           | .450       | 20         | 9          | 11         | .594    | 32      | 19      | 13      |
| 10.  | Purdue         | .400       | 20         | 8          | 12         | .576    | 33      | 19      | 14      |
| 11.  | Indiana        | .300       | 20         | 6          | 14         | .515    | 33      | 17      | 16      |
| 12.  | Maryland       | .200       | 20         | 4          | 16         | .375    | 32      | 12      | 20      |
| 13.  | Northwestern   | .150       | 20         | 3          | 17         | .313    | 32      | 10      | 22      |
| 14.  | Rutgers        | .000       | 20         | 0          | 20         | .121    | 33      | 4       | 29      |

      In NCAA Division I come vincitrice di Conference
      In NCAA Division I attraverso la classifica totale

## Premi individuali
| Premio                       | Giocatrice               | Squadra        |
| ---------------------------- | ------------------------ | -------------- |
| Player of the Year           | Sarah Wilhite            | Minnesota      |
| Freshman of the Year         | Molly Haggerty           | Wisconsin      |
| Setter of the Year           | Samantha Seliger-Swenson | Minnesota      |
| Defensive player of the Year | Justine Wong-Orantes     | Nebraska       |
| Coach of the Year            | John Cook                | Nebraska       |
| All-Big Ten Team             | Alison Bastianelli       | Illinois       |
| All-Big Ten Team             | Jordyn Poulter           | Illinois       |
| All-Big Ten Team             | Abigail Cole             | Michigan       |
| All-Big Ten Team             | Alyssa Garvelink         | Michigan State |
| All-Big Ten Team             | Sarah Wilhite            | Minnesota      |
| All-Big Ten Team             | Samantha Seliger-Swenson | Minnesota      |
| All-Big Ten Team             | Hannah Tapp              | Minnesota      |
| All-Big Ten Team             | Kelly Hunter             | Nebraska       |
| All-Big Ten Team             | Amber Rolfzen            | Nebraska       |
| All-Big Ten Team             | Kadie Rolfzen            | Nebraska       |
| All-Big Ten Team             | Justine Wong-Orantes     | Nebraska       |
| All-Big Ten Team             | Taylor Sandbothe         | Ohio State     |
| All-Big Ten Team             | Simone Lee               | Penn State     |
| All-Big Ten Team             | Haleigh Washington       | Penn State     |
| All-Big Ten Team             | Danielle Cuttino         | Purdue         |
| All-Big Ten Team             | Lauren Carlini           | Wisconsin      |
| All-Big Ten Team             | Haleigh Nelson           | Wisconsin      |
| All-Big Ten Team             | Tionna Williams          | Wisconsin      |
| All-Freshman Team            | Jacqueline Quade         | Illinois       |
| All-Freshman Team            | Giovanna Milana          | Maryland       |
| All-Freshman Team            | MacKenzi Welsh           | Michigan       |
| All-Freshman Team            | Alexis Hart              | Minnesota      |
| All-Freshman Team            | Victoria Gorrell         | Penn State     |
| All-Freshman Team            | Kendall White            | Penn State     |
| All-Freshman Team            | Molly Haggerty           | Wisconsin      |

## Classifica finale
| Pos | Squadra        | Qualificazione       |
| --- | -------------- | -------------------- |
| 1   | Nebraska       | NCAA Division I 2016 |
| 2   | Minnesota      | NCAA Division I 2016 |
| 2   | Wisconsin      | NCAA Division I 2016 |
| 4   | Penn State     | NCAA Division I 2016 |
| 5   | Michigan State | NCAA Division I 2016 |
| 6   | Michigan       | NCAA Division I 2016 |
| 7   | Ohio State     | NCAA Division I 2016 |
| 7   | Illinois       |                      |
| 9   | Iowa           |                      |
| 10  | Purdue         | NCAA Division I 2016 |
| 11  | Indiana        |                      |
| 12  | Maryland       |                      |
| 13  | Northwestern   |                      |
| 14  | Rutgers        |                      |